# Lentiginose centrofacial
A lentiginose centrofacial é uma condição da pele caracterizada por lentigos no nariz e bochechas adjacentes.:686
A condição está associada com hipertricose sacral, atraso no desenvolvimento, convulsões, incisivos médios ausentes, anormalidades esqueléticas, nanismo, disfunção endócrina e estenose congênita da válvula mitral.